# Université de Mindanao
L'Université de Mindanao est une université privée à Mindanao situé à Davao City sur l'île des Philippines du Sud. 
Créée en 1946, l'Université de Mindanao possède dix succursales réparties sur treize campus dans le sud de Mindanao. C'est la plus grande université privée de Mindanao et saluée comme l'institution avec le deuxième plus grand nombre de programmes accrédités par PACUCOA dans le pays aujourd'hui. 

## Histoire
Au milieu de la reconstruction des ruines de la Seconde Guerre mondiale, Atty. Guillermo E. Torres construit les fondations de l'uninversité. 
L'université est officielle créée le 27 juillet 1946. Pendant la première année de fonctionnement, les cours ont eu lieu dans quatre salles louées du bâtiment Borgaily le long de la rue San Pedro à Davao City. Treize enseignants ont été embauchés et il y avait 381 inscrits. Le Dr Efigenia C. Occeña était le coordinateur par intérim. Les cours autorisés étaient à l'origine le cours élémentaire complet de six ans, le cours secondaire de deux ans (1re et 2e années), le certificat de professeur élémentaire de deux ans, l'associé de deux ans en sciences commerciales et l'associé de deux ans en arts. Pour accueillir le nombre croissant de scolarisés, le conseil d'administration a décidé d'acheter le Club Royale le long de la rue Legaspi et de le rénover en fonction des besoins de la classe. De nouvelles parcelles de terrain ont été achetées vers Bolton et la rue Bonifacio qui constituent respectivement l'emplacement actuel du campus principal et de la de l'ambassade. L'influence de l'Université s'est renforcée avec la création du Mindanao Collegian, le premier journal gratuit du campus à Mindanao. C'est devenu le terrain d'entraînement des jeunes journalistes de Davao. 
Les liens avec l'étranger ont été déclenchés quand Atty. Torres part aux États-Unis pour un voyage d'étude  en mai 1955. Cela élargit la portée de l'UM et l'aident à se préparer à une compétitivité mondiale plus difficile comme par exemple ave l'Université on the Air fondée en 1971. 
Le programme d'éducation ouverte au début des années 1970 a permis à l'institution d'aider les étudiants de premier cycle pauvres mais méritants employés dans les entreprises et les usines et les travailleurs indépendants à obtenir un diplôme universitaire. 

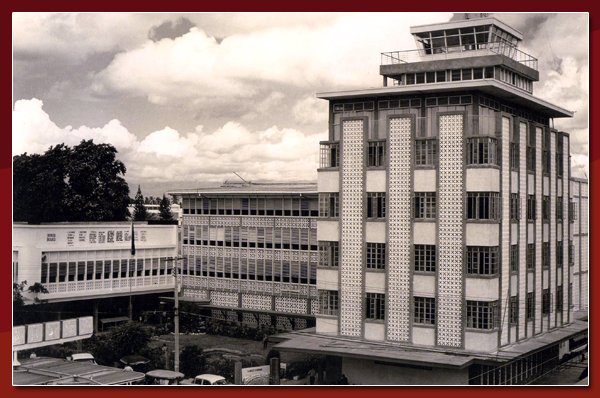
Les premiers bâtiments situés à Bolton St. Davao City

## Anciens étudiants
- Mary Jean Lastimosa - Miss Univers Philippines 2014; Demi-finaliste du Top 10 de Miss Univers 2014
- Hon. Allan L. Rellon - maire de la ville de Tagum
- Hon. Paolo Duterte - Membre du Congrès, 1er arrondissement de Davao City
- Atty. Walter O. Junia - Juge RTC, Section 39 (Tribunal spécial pour les affaires environnementales), Lingayen, Pangasinan
- Atty. Felix S. Alicer - Ancien directeur technique régional (RDT) du Service de gestion des terres (LMS) du ministère de l'Environnement et des Ressources naturelles, Bureau régional n ° XI